# Злобный мальчик
«Злобный мальчик» (англ. Angry Kid) — мультипликационный сериал, созданный в Англии в 1999—2002 годах компанией Aardman Animations. Режиссёр фильма — Даррен Уолш, он же озвучивает главного героя.
Впервые «Злобный мальчик» появился на телеканалах BBC 3 и Dave, но известен стал благодаря тому, что его можно бесплатно скачивать и смотреть на мобильных телефонах в любом месте и в любое время. В настоящее время все сезоны выпущены на DVD. В 2007 году был показан в России на телеканале 2×2.

## Сюжет
Мультсериал рассказывает про некультурного, но любознательного мальчика по имени Винсент, который ставит в сложное положение всех подряд членов своей семьи. Ему приблизительно 13-15 лет, у него ярко-рыжие волосы, он соплив, одет в синюю куртку-«аляску», которую носит даже поверх пижамы. Правша, обожает свой велосипед, рок-музыку, сладкое, матерные слова и сериал «Доктор Кто». Об этом свидетельствует, в частности, серия Buzz Off, где он с помощью вибратора своей мамы изображает голос Далека.

## Главные герои
- Злобный мальчик (Настоящее имя Винсент) — подросток 13-15 лет от роду, рыжеволосый, вечно сопливый, очень плохо воспитанный.
- Сестрёнка — сестра Злобного мальчика, младше, но намного умнее его. Часто становится объектом приколов со стороны брата, но почти всегда даёт отпор. В основном Сестрёнка не говорит, за исключением спецвыпуска Who Do I Think I Am? и эпизода Backward Writing, где можно услышать, как она зовёт папу.
- Папа — отец Злобного мальчика и его сестры. За любые провинности орёт на сына и бьёт его свернутой газетой. На экране появляется редко. В большей своей части можно услышать голос за кадром и увидеть газету с рукой.
- Спэки — единственный друг Злобного мальчика. Настоящее имя — Майлз, прозвище, что наиболее вероятно, получил за очки (англ. «Spectacles»). Спэки — ботаник, не совсем понятно, что его связывает со Злобным мальчиком. Спэки имеет аллергию на орехи и постоянно подвергается физическому воздействию со стороны Злобного мальчика, регулярно получая от него по голове. Появляется Спэки во втором сезоне.
- Капитан Громоштанник — музыкальная группа или певец. Любимый исполнитель Злобного мальчика. Тексты песен этого исполнителя подчас случайны, («One pound of middle cut pork leg joint» или даже «Stew my foot and call me Brenda») но Злобному мальчику они нравятся, и он любит подыгрывать своему кумиру с помощью гудка.
- Собака — нейтральный персонаж. То друг Злобному мальчику, то враг. Обожает подбирать объедки, которые падают со стола, и периодически на всех нападает в зависимости от того, кто попадётся.